# Smidary
Smidary är en ort i Tjeckien. Den ligger i den centrala delen av landet, 80 km öster om huvudstaden Prag. Smidary ligger 242 meter över havet och antalet invånare är 1 523.
Terrängen runt Smidary är platt. Runt Smidary är det ganska tätbefolkat, med 56 invånare per kvadratkilometer. Närmaste större samhälle är Nový Bydžov, 5,6 km söder om Smidary. Trakten runt Smidary består till största delen av jordbruksmark.